# Битва при Покарвисе
Битва при Покарвисе — первое крупное сражение между войсками крестоносцев и прусских племён во время Второго прусского восстания. Упоминается в таких источниках, как Хроника земли Прусской Петра из Дусбурга и одноимённая рифмованная немецкоязычная версия Хроники Земли прусской Николая фон Ерошина, а также в Эпитоме прусских деяний Каноника Самбийского.

## Предыстория
Победа литовцев над крестоносцами в битве при Дурбе в 1260 году вдохновила прусские племена на восстание против Тевтонского ордена, начавшееся в сентябре 1260 года.

## События перед битвой
Орденские летописцы Николай фон Ерошин и Пётр из Дусбурга сообщают в Хронике земли Прусской:
«В тот же год… пруссы, видя, что братья понесли потери в этой битве… снова отступились от веры и христиан и скатились к прежним заблуждениям, и самбы одного человека по имени Гланде, наттанги — Генриха Монте, вармийцы — Глаппа, погезаны — Ауттума, барты — Дивана выбрали предводителями и вождями своего войска…. Эти предводители и вожди войск назначили точный день для того, чтобы… всех до единого проповедников веры христианской убить и полностью уничтожить. Что они и исполнили, ибо всех христиан, которых они встретили за пределами укреплений в земле Прусской, одних… умертвили, других… увели в вечное рабство; церкви, часовни и молельни Божии они сжигали… священников и прочих служителей церкви беспощадно убивали».
На помощь Прусскому ландмейстерству Тевтонского ордена прибыли «гости», то есть добровольцы из Европы (главным образом из Германии) для участия в крестовых походах против прибалтийских племён язычников (авторы обеих хроник называют их «пилигримами»). Объединённое войско тевтонских рыцарей и «гостей» возглавил граф фон Рейдер, и в январе 1261 года крестоносцы вторглись в Натангию. Там они разделились на две части, с тем чтобы охватить как можно больше территории, что оказалось тактической ошибкой.
Действия крестоносцев в Натангии описаны авторами обеих версий вышеуказанной хроники:
«…господин из Рейдера и многие представители знати из других частей Тевтонии, сочувствуя вере и христианам… пришли на помощь упомянутой земле. С ними братья и их оруженосцы вторглись в землю Наттангии, и, опустошив её огнём и мечом, многих захватив в плен и убив, они вернулись в то место, где ныне стоит замок Бранденбург, и там разбили лагерь».

## Битва
Одна часть войска во главе с фон Рейдером осталась в лагере близ селения Покарвис, дожидаясь возвращения другой части. 22 января, воспользовавшись ошибкой крестоносцев, войско натангов во главе с Геркусом Мантасом напало на их лагерь. Несмотря на отчаянное сопротивление, застигнутые врасплох крестоносцы потерпели поражение.
О ярости, с которой бились обе стороны, свидетельствуют Николай фон Ерошин и Пётр из Дусбурга:
«После этого наттанги… собравшись, напали на оставшуюся часть войска при Покарвисе, а пилигримы и братья со своей стороны оказывали им мужественный отпор, и особенно один рыцарь из Вестфалии по имени Штенкель фон Бентхейм, который слышал в одной проповеди епископа, что души христиан, убитых в Пруссии, должны вознестись на небо, минуя чистилище; он, пришпорив своего скакуна и нацелив копьё, как истинный рыцарь, пронёсся по рядам неприятеля, разя язычников направо и налево… Но на обратном пути, когда он попал в гущу их, его убили; и завязалась между ними жестокая битва, и с обеих сторон многие были смертельно ранены и убиты. Наконец, по воле Божией, свершилось так, что сам господин из Рейдера с большой частью войска и братьями, бывшими с ним, был убит, некоторые были взяты в плен, остальные обратились в бегство».
К тому времени прибыла другая часть войска крестоносцев. Как сообщают Николай фон Ерошин и Пётр из Дусбурга:
«Между тем братья с другой частью войска, приближаясь к месту битвы, увидели, что войско христиан смято, и они не могли спасти их из-за множества врагов и по другой дороге воротились восвояси».
После битвы наттанги, желая принести жертву своим богам в благодарность за победу, бросили жребий среди пленных крестоносцев. Жребий выпал горожанину из Магдебурга по имени Хиртцхальс, который был привязан к своему коню и сожжён заживо.
«После этой сечи наттанги, желая принести жертву богам, бросили жребий среди тевтонов, взятых там в плен, и он дважды выпал одному горожанину из Магдебурга, знатному и богатому, по имени Хиртцхальс; он, оказавшись в такой беде, просил Генриха Монте вспомнить о благодеяниях, какие он не раз оказывал ему в городе Магдебурге, и выручил бы его из этой беды. Услышав это, Генрих, сочувствуя, дважды выручал его. Но когда в третий раз жребий снова выпал ему, он не захотел, чтобы его спасли, но тут же, предлагая себя в добром исповедании жертвой Богу, был привязан к своему коню и сожжён», — гласит Хроника земли Прусской Петра из Дусбурга.

## Потери сторон

### Потери крестоносцев
Ни Пётр из Дусбурга, ни Николай фон Ерошин не сообщают в вышеуказанных хрониках о точном количестве погибших и пленённых крестоносцев. Тем не менее, о значительных потерях со стороны тевтонцев и их союзников можно судить по записям в главе 98 части третьей обеих версий Хроники земли Прусской:
«Потрясённые всеми этими волнениями, братья и христиане земли Прусской, уже на грани гибели, смутившись духом, плакали горьким плачем, доколе не стало в них силы плакать и не могли уже утешить друг друга… Уже два года сражались они и всегда терпели поражение, а враги веры торжествовали победу. Вот почему со смиренной и смятённой душой, воззрев на небо, они со слезами воззвали к Господу о помощи…».
И сам заголовок главы 91 части третьей обеих версий Хроники земли Прусской, повествующей о данной битве, красноречиво свидетельствует о тяжести поражения крестоносцев:
«О битве при Покарвисе где были убиты многие христиане».
Ещё один источник — Эпитома прусских деяний Каноника Самбийского — также сообщает о большом количестве погибших крестоносцев, но не приводит конкретных цифр:
«1261 г. При Покарвисе произошла битва, в которой были убиты братья и множество пилигримов».

### Потери пруссов
В обеих версиях хроник о точном количестве погибших пруссов Пётр из Дусбурга и Николай фон Ерошин также не сообщают, упомянув лишь о том, что обе стороны понесли большие потери:
«…и завязалась между ними жестокая битва, и с обеих сторон многие были смертельно ранены и убиты», — пишет в Хронике земли Прусской Пётр из Дусбурга.

## Итоги
Победа при Покарвисе укрепила моральный дух прусских племён и их решимость продолжать восстание.

## Реванш
Тевтонцы смогли оправиться от разгрома при Покарвисе за короткий по средневековым меркам период и восполнить понесённые потери за счёт подкреплений, прибывших из Германии (из графств Юлих и Марк) во главе с графами Вильгельмом IV и Энгельбертом I. Ровно через год, 22 января 1262 года, крестоносцы разгромили пруссов в битве за Калген. Николай фон Ерошин и Пётр из Дусбурга преподносят читателям эту победу как реванш за поражение в битве при Покарвисе:
«Итак, по воле Божией в тот день было убито более трёх тысяч самбов и прочих пруссов, в тот же день, что и год тому назад, когда произошла битва при Покарвисе», — сообщается в главе 98 части третьей Хроники земли Прусской Петра из Дусбурга.